# باول سيغوين
باول سيغوين (بالألمانية: Paul Seguin) (29 مارس 1995 بماغديبورغ في ألمانيا - ) هو لاعب كرة قدم ألماني في مركز الوسط. لعب مع نادي فولفسبورغ.

## روابط خارجية
- باول سيغوين على موقع إي إس بي إن إف سي (الإنجليزية)
- باول سيغوين على موقع قاعدة بيانات كرة القدم.إي يو (الإنجليزية)
- باول سيغوين على موقع Soccerbase.com (لاعب) (الإنجليزية)
- باول سيغوين على موقع Soccerway.com (الإنجليزية)
- باول سيغوين على موقع عالم كرة القدم.نت (الإنجليزية)
- باول سيغوين على موقع AS.com (الإسبانية)